# Dream (artes marciales mixtas)
DREAM (escrito en mayúsculas como si fuesen siglas) fue una promoción de artes marciales mixtas dirigida por exejecutivos de PRIDE y por la ex promotora del K-1, el Fighting and Entertainment Group. Su último evento fue financiado por Glory Sports International.

## Historia

### Los inicios
Los propietarios de Dream Stage Entertainment deciden vender la promoción PRIDE a la empresa propietaria de UFC Zuffa, LLC. llevándose a cabo una fusión entre UFC y PRIDE con su correspondiente transferencia de la mayoría de los mejores luchadores de PRIDE hacia UFC dejando a Japón sin una organización de artes marciales mixtas referente como había sido hasta entonces PRIDE.
Todo comienza a raíz de Yarennoka!, un evento organizado para la víspera de año nuevo que inicialmente iba a ser el evento de despedida de PRIDE que es organizado en cooperación de las organizaciones japonesas Shooto y Fighting and Entertainment Group y la europea M-1 Global. En vistas del éxito obtenido con el evento y viendo la gran demanda de los aficionados japoneses de las artes marciales mixtas Dream Stage Entertainment y el Fighting and Entertainment Group deciden unirse para crear una nueva promoción japonesa de artes marciales mixtas.

### El comienzo de DREAM
DREAM es fundada el 13 de febrero de 2008, teniendo en cuenta el declive financiero de la promoción Hero's dirigida por el Fighting and Entertainment Group deciden disolverla y que los campeones y los mejores luchadores de Hero's como Norifumi Yamamoto, Yoshihiro Akiyama o JZ Calvan pasen a formar parte de la recién creada DREAM junto a nuevas adquisiciones como Mirko Filipović, Shinya Aoki, Kazushi Sakuraba, Mitsuhiro Ishida y Hayato Sakurai. Otro anuncio destacado fue el acuerdo de colaboración entre DREAM y M-1 Global consiguiendo un acuerdo que permitiría al último campeón de peso pesado de PRIDE, Fedor Emelianenko, luchar en los eventos organizados por DREAM. Fedor Emelianenko estuvo presente en la rueda de prensa en la que informaron acerca del acuerdo entre las dos entidades.
El 2 de mayo de 2008 DREAM se emitió por primera vez en los Estados Unidos con la repetición del evento "Dream 1" a través del canal HDNet. La repetición del evento "Dream 2" se emitió al día siguiente, mientras que "Dream 3" fue transmitido en vivo y en directo el 11 de mayo de ese mismo año. Todos los futuros eventos de DREAM se emitirían en HDNet como parte de la serie "HDNet Fights".

### Alianza con EliteXC
El 10 de mayo de 2008 DREAM anunció un acuerdo con la promoción de artes marciales mixtas norteamericana EliteXC. Las dos promociones acuerdan intercambios de luchadores entre sí y eventualmente organizar eventos entre ambas promociones. Sin embargo el 20 de octubre de 2008 EliteXC se disuelve al haber entrado en quiebra disolviéndose así también la alianza entre ambas promociones.

### Alianza con Strikeforce
El 5 de agosto de 2009 desde Strikeforce se anuncia que las dos promociones firman una alianza formal, un acuerdo que se había hablado desde hace bastante tiempo y que finalmente había llegado a buen término. Las condiciones principales de este acuerdo son que las dos organizaciones intercambiarían sus luchadores entre sí y trabajar unidas para ofrecer a los aficionados de las artes marciales mixtas las mejores peleas posibles. Además, debido al reciente acuerdo de Strikeforce con Fedor Emelianenko y M-1 Global es presumible que estarían involucrados en la alianza también. En octubre de 2009 desde Strikeforce proponen una unión de los campeonatos entre los dos promociones, por su parte DREAM todavía tenía que dar una respuesta pública. Es probable que todos los planes de unión se hayan dejado de lado debido a que Zuffa, LLC., la empresa matriz del UFC, firmara la adquisición de Strikeforce.

### Nuevas alianzas
Tras las importantes pérdidas de las asociaciones entre EliteXC y Strikeforce DREAM trata de encontrar nuevos aliados para poder fortalecer la organización, el 23 de noviembre de 2011 DREAM anuncia una nueva alianza, esta vez con ONE Fighting Championship comprometiéndose a organizar eventos e intercambiar luchadores entre ambas promociones. Apenas dos meses después del acuerdo con ONE Fighting Championship, el 17 de enero de 2012, DREAM firma una nueva alianza con ProElite bajo las mismas circunstancias.

### Cese de operaciones
El 16 de mayo de 2012 Sadaharu Tanikawa declaró oficialmente la quiebra del FEG y a partir de entonces la promoción comenzó a ser gestionada por la empresa Real Entertainment Co. Ltd. pretendiendo que la marca DREAM resurgiera pero el 3 de junio de 2012 se confirma de nuevo la bancarrota de la marca manteniendo durante un periodo el cese de operaciones.
El 31 de diciembre de 2012 se organiza un nuevo evento conocido como "Dream 18: Special NYE 2012" bajo el respaldo financiero de la empresa promotora de kickboxing Glory International Sports. El evento incluyó combates de artes marciales mixtas y combates de kickboxing en el Saitama Super Arena en Japón continuando así con la tradición del evento de fin de año que se organizaba cada año por lo menos durante un año más.
El evento "Dream 19" había sido programado para mayo de 2013 en el Saitama Super Arena pero finalmente no se llegó a organizar debido a la falta de apoyo económico llegando así al cese de operaciones definitivo de la organización.

## Reglas

### Categorías de peso
DREAM cuenta con 7 categorías de peso. A diferencia de HERO'S, cada categoría de peso tendrá un campeón con un título defendible. Inicialmente DREAM contaba con 6 categorías de peso pero en 2011 decidieron crear una nueva clase de peso gallo en 61 kg (134 libras), y la clase de peso pluma se elevó a 65 kg (143 lb).
- 61 kilogramos (134 libras) - Peso gallo
- 65 kilogramos (143 libras) - Peso pluma
- 70 kilogramos (154 libras) - Peso ligero
- 76 kilogramos (168 libras) - Peso wélter
- 84 kilogramos (185 libras) - Peso mediano
- 93 kilogramos (205 libras) - Peso semipesado
- Sin límite de peso - Peso Pesado

### Asaltos
Cada combate se divide en tres asaltos de cinco minutos de duración cada uno.

### Jueces
Los combates que no terminan durante el tiempo reglamentado son decididos por tres jueces puntuando sobre la base de las reglas comunes en las promociones de los Estados Unidos de "round-by-round" y "ten-point-must". Siempre tiene que ser declarado un ganador, los empates no están permitidos.

### Indumentaria de los luchadores
DREAM otorga bastante libertad a los luchadores en la elección de la vestimenta pero obliga a llevar los guantes reglamentarios de las artes marciales mixtas abiertos por los dedos y el protector bucal. Se permite utilizar esparadrapo en ciertas partes del cuerpo, el Keikogi, zapatos de lucha libre, rodilleras, coderas, tobilleras y otros complementos que cada luchador decida ponerse por su propia cuenta aunque antes del combate el luchador debe de ser revisado por el árbitro para asegurarse de que nada de lo que lleve puesto le pueda otorgar una ventaja durante el combate.

### Faltas e infracciones
- No se permiten pisotones y patadas a la cabeza de un oponente que se encuentre en el suelo (a menos que ambos luchadores se encuentren en el suelo) pero si se les permite en el resto del cuerpo.
- Golpear con los codos en la cabeza está prohibido.
- Si hay unos 15 kilogramos (33 libras) o más de diferencia de peso entre los luchadores los rodillazos a la cabeza al oponente cuando se encuentre en el suelo no están permitidos.
- No está permitido dar patadas en la cabeza a un oponente que se encuentre en el suelo en una posición "three-point", es decir, si un luchador tiene, por ejemplo, las dos rodillas y una mano sobre la lona no está permitido que su rival le propine patadas en la cabeza.
- Los golpes en la parte posterior de la cabeza no están permitidos.

### Sustituciones en los torneos
En el caso de que se produzca un "No Contest" o una lesión el luchador que pueda continuar pasará a la siguiente ronda, si ninguno de los luchadores es capaz de continuar los promotores elegirán a un luchador de reemplazo.

## Campeones

### Últimos campeones en cada categoría
| Categoría       | Peso            | Campeón           | Fecha                                                                 | Defensas del título |
| --------------- | --------------- | ----------------- | --------------------------------------------------------------------- | ------------------- |
| Peso pesado     | 120 kg (265 lb) | Alistair Overeem  | 31 de diciembre de 2010 (Dynamite!! 2010)                             | 0                   |
| Peso semipesado | 95 kg (209 lb)  | Gegard Mousasi    | 25 de septiembre de 2010 (Dream 16)                                   | 1                   |
| Peso medio      | 85 kg (187 lb)  | Gegard Mousasi    | 23 de septiembre de 2008 (Dream 6)                                    | 0                   |
| Peso wélter     | 75 kg (165 lb)  | Marius Zaromskis  | 20 de julio de 2009 (Dream 10)                                        | 1                   |
| Peso ligero     | 70 kg (154 lb)  | Shinya Aoki       | 6 de octubre de 2009 (Dream 11)                                       | 2                   |
| Peso pluma      | 65 kg (143 lb)  | Hiroyuki Takaya   | 31 de diciembre de 2010 (Dynamite!! 2010)                             | 2                   |
| Peso gallo      | 60 kg (132 lb)  | Bibiano Fernandes | 31 de diciembre de 2011 (Fight For Japan: Genki Desu Ka Omisoko 2011) | 0                   |

### Historial de campeones por el título

#### Peso pesado
- Alistair Overeem derrotó a  Todd Duffee el 31 de diciembre de 2010 en Dynamite!! 2010 por el título interino.
- Alistair Overeem deja el título interino vacante tras haber sido contratado por UFC.

#### Peso semipesado
- Gegard Mousasi derrotó a  Tatsuya Mizuno el 25 de septiembre de 2010 en Dream 16.
- Gegard Mousasi defendió el título frente a  Hiroshi Izumi el 16 de julio de 2011 en Dream 17.
- Gegard Mousasi deja el título vacante tras haber sido contratado por UFC.

#### Peso medio
- Gegard Mousasi derrotó a  Ronaldo Souza el 23 de septiembre de 2008 en Dream 6.
- Gegard Mousasi deja el título vacante al subir a la categoría de peso semipesado.
- Ronaldo Souza y  Jason Miller disputaron el título el 26 de mayo de 2009 en Dream 9 resultando el combate cancelado por un golpe ilegal.

#### Peso wélter
- Marius Zaromskis derrotó a  Jason High el 20 de julio de 2009 en Dream 10.
- Marius Zaromskis defendió el título frente a  Kazushi Sakuraba el 31 de diciembre de 2010 en Dynamite!! 2010.

#### Peso ligero
- Joachim Hansen derrotó a  Shinya Aoki el 21 de julio de 2008 en Dream 5.
- Shinya Aoki derrotó a  Joachim Hansen el 6 de octubre de 2009 en Dream 11.
- Shinya Aoki defendió el título frente a  Tatsuya Kawajiri el 10 de julio de 2010 en Dream 15.
- Shinya Aoki defendió el título frente a  Satoru Kitaoka el 31 de diciembre de 2011 en Fight For Japan: Genki Desu Ka Omisoka 2011.

#### Peso pluma
- Bibiano Fernandes derrotó a  Hiroyuki Takaya el 6 de octubre de 2009 en Dream 11.
- Bibiano Fernandes defendió el título frente a  Joachim Hansen el 22 de marzo de 2010 en Dream 13.
- Hiroyuki Takaya derrotó a  Bibiano Fernandes el 31 de diciembre de 2010 en Dynamite!! 2010.
- Hiroyuki Takaya defendió el título frente a  Kazuyuki Miyata el 16 de julio de 2011 en Dream 17.
- Hiroyuki Takaya defendió el título frente a  Takeshi Inoue el 31 de diciembre de 2011 en Fight For Japan: Genki Desu Ka Omisoka 2011.

#### Peso gallo
- Bibiano Fernandes derrotó a  Antonio Banuelos el 31 de diciembre de 2011 en Fight For Japan: Genki Desu Ka Omisoka 2011.

### Campeones y finalistas de los torneos
| Año  | Categoría           | Campeón           | Finalista                |
| ---- | ------------------- | ----------------- | ------------------------ |
| 2008 | Peso ligero         | Joachim Hansen    | Shinya Aoki              |
| 2008 | Peso medio          | Gegard Mousasi    | Ronaldo Souza            |
| 2009 | Peso wélter         | Marius Zaromskis  | Jason High               |
| 2009 | Peso pluma          | Bibiano Fernandes | Hiroyuki Takaya          |
| 2009 | Super Hulk (libre)  | Ikuhisa Minowa    | Rameau Thierry Sokoudjou |
| 2010 | Peso semipesado     | Gegard Mousasi    | Tatsuya Mizuno           |
| 2011 | Peso gallo de Japón | Hideo Tokoro      | Masakazu Imanari         |
| 2011 | Peso gallo          | Bibiano Fernandes | Antonio Banuelos         |

## Eventos
| Evento                                              | Fecha                    | Lugar           | Sede                | Asistencia | Canal de emisión                 |
| --------------------------------------------------- | ------------------------ | --------------- | ------------------- | ---------- | -------------------------------- |
| Dream 1: Lightweight Grand Prix 2008 First Round    | 15 de marzo de 2008      | Saitama, Japón  | Saitama Super Arena | 19,120     | Tokyo Broadcasting System; HDNet |
| Dream 2: Middleweight Grand Prix 2008 First Round   | 29 de abril de 2008      | Saitama, Japón  | Saitama Super Arena | 21,397     | SkyPerfect; HDNet                |
| Dream 3: Lightweight Grand Prix 2008 Second Round   | 11 de mayo de 2008       | Saitama, Japón  | Saitama Super Arena | 21,789     | SkyPerfect; HDNet                |
| Dream 4: Middleweight Grand Prix 2008 Second Round  | 15 de junio de 2008      | Yokohama, Japón | Yokohama Arena      | 14,037     | SkyPerfect; HDNet                |
| Dream 5: Lightweight Grand Prix 2008 Final Round    | 21 de julio de 2008      | Osaka, Japón    | Osaka-jō Hall       | 11,986     | SkyPerfect; HDNet                |
| Dream 6: Middleweight Grand Prix 2008 Final Round   | 23 de septiembre de 2008 | Saitama, Japón  | Saitama Super Arena | 20,929     | SkyPerfect; HDNet                |
| Fields Dynamite!! 2008                              | 31 de diciembre de 2008  | Saitama, Japón  | Saitama Super Arena | 25,634     | Tokyo Broadcasting System; HDNet |
| Dream 7: Featherweight Grand Prix 2009 First Round  | 8 de marzo de 2009       | Saitama, Japón  | Saitama Super Arena | 19,528     | Tokyo Broadcasting System; HDNet |
| Dream 8: Welterweight Grand Prix 2009 First Round   | 5 de abril de 2009       | Nagoya, Japón   | Nippon Gaishi Hall  | 9,129      | Tokyo Broadcasting System; HDNet |
| Dream 9: Featherweight Grand Prix 2009 Second Round | 26 de mayo de 2009       | Yokohama, Japón | Yokohama Arena      | 15,009     | Tokyo Broadcasting System; HDNet |
| Dream 10: Welterweight Grand Prix 2009 Final Round  | 20 de julio de 2009      | Saitama, Japón  | Saitama Super Arena | 11,970     | Tokyo Broadcasting System; HDNet |
| Dream 11: Featherweight Grand Prix 2009 Final Round | 6 de octubre de 2009     | Yokohama, Japón | Yokohama Arena      | 14,039     | Tokyo Broadcasting System; HDNet |
| Dream 12: Cage of Dreams                            | 25 de octubre de 2009    | Osaka, Japón    | Osaka-jō Hall       | 10,112     | Tokyo Broadcasting System; HDNet |
| Fields Dynamite!! The Power of Courage 2009         | 31 de diciembre de 2009  | Saitama, Japón  | Saitama Super Arena | 45,606     | Tokyo Broadcasting System; HDNet |
| Dream 13                                            | 22 de marzo de 2010      | Yokohama, Japón | Yokohama Arena      | 13,712     | Tokyo Broadcasting System; HDNet |
| Dream 14                                            | 29 de mayo de 2010       | Saitama, Japón  | Saitama Super Arena | 12,712     | Tokyo Broadcasting System; HDNet |
| Dream 15                                            | 10 de julio de 2010      | Saitama, Japón  | Saitama Super Arena | 13,028     | Tokyo Broadcasting System; HDNet |
| Dream 16                                            | 25 de septiembre de 2010 | Nagoya, Japón   | Nippon Gaishi Hall  | 9,304      | Tokyo Broadcasting System; HDNet |
| Dynamite!! 2010                                     | 31 de diciembre de 2010  | Saitama, Japón  | Saitama Super Arena | 26,729     | Tokyo Broadcasting System; HDNet |
| Dream: Fight for Japan!                             | 29 de mayo de 2011       | Saitama, Japón  | Saitama Super Arena | 6,522      | HDNet                            |
| Dream: Japan GP Final                               | 16 de julio de 2011      | Tokio, Japón    | Ariake Coliseum     | 8,142      | HDNet                            |
| Dream 17                                            | 24 de septiembre de 2011 | Saitama, Japón  | Saitama Super Arena | 9,270      | HDNet                            |
| Fight For Japan: Genki Desu Ka Omisoko 2011         | 31 de diciembre de 2011  | Saitama, Japón  | Saitama Super Arena | 24,606     | Tokyo Broadcasting System; HDNet |
| Dream 18                                            | 31 de diciembre de 2012  | Saitama, Japón  | Saitama Super Arena |            | SkyPerfect                       |